# Saint-Pétersbourg-Gare-de-Moscou
La gare de Moscou (en russe : Московский вокзал, Moskovski vokzal) est l'une des gares de Saint-Pétersbourg, en Russie. Comme son nom l'indique, c'est la gare des trains menant à Moscou, dont le célèbre Flèche rouge (Кра́сная стрела́). Avant la Révolution de 1917, elle s'appelait gare Nicolas et fut inaugurée en 1851. Elle est située place Vosstaniïa, qui marque le début de la perspective Nevsky, et en face de la longue façade de l'hôtel Oktiabrskaïa.

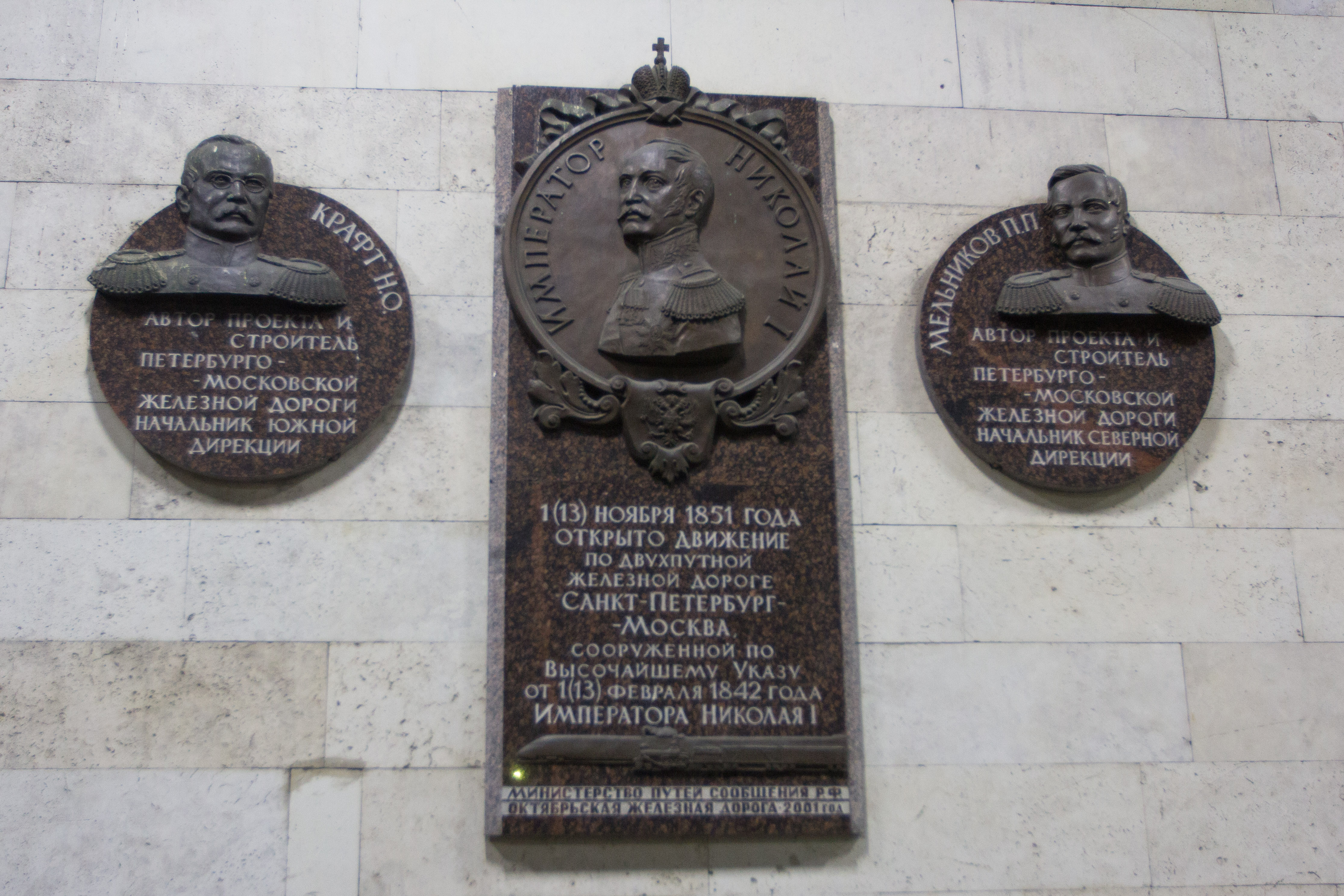
N. Kraft et Pavel Melnikov entourent Nicolas Ier.

## Histoire

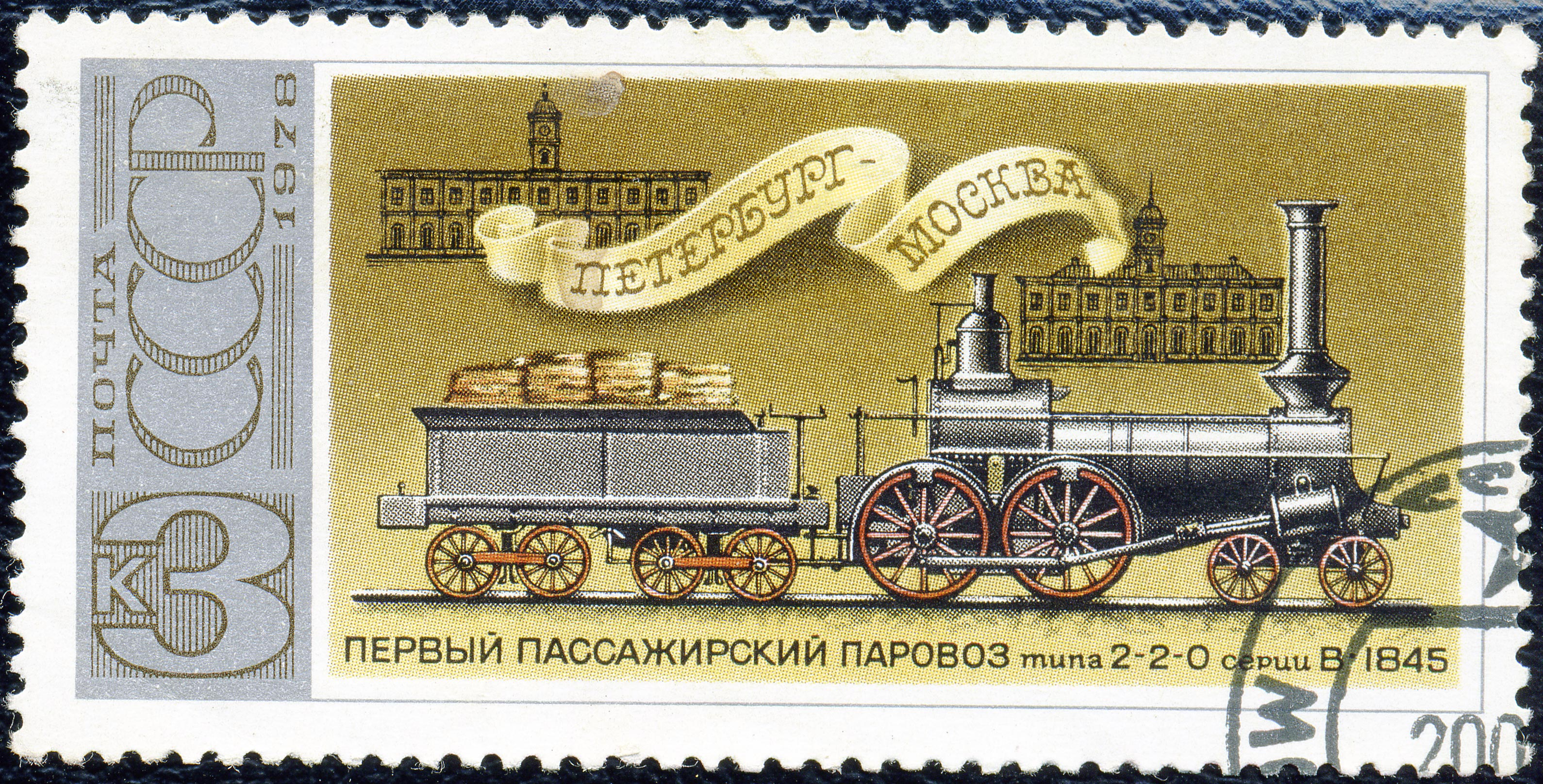
Premier train de passagers, la locomotive de type 2'B, Série В (1845) ainsi que les deux gares Moskovsky et Leningradsky.

Érigée en 1851, la plus ancienne et la plus fréquentée des cinq gares de Saint-Pétersbourg, la gare Moskovsky donne le ton à la principale voie ferrée de la capitale du Nord. Le bâtiment de la station ouvert pour la ligne du Chemin de fer Saint-Pétersbourg – Moscou est classé parmi les sites du patrimoine culturel de la Russie car sa composition rappelle l'architecture de la Renaissance italienne avec ses colonnes corinthiennes ornées, ses grandes fenêtres "vénitiennes" et une tour d'horloge à deux niveaux au centre, à la suite de son jumeau exact, la gare Leningradsky de Moscou. Le train reliant les deux capitales russes dessert des trains populaires tels que le train à grande vitesse Sapsan et le train Red Arrow ("Krasnaya Strela"), qui sont certainement le meilleur moyen de voyager entre Moscou et Saint-Pétersbourg.

## Service des voyageurs

### Accueil

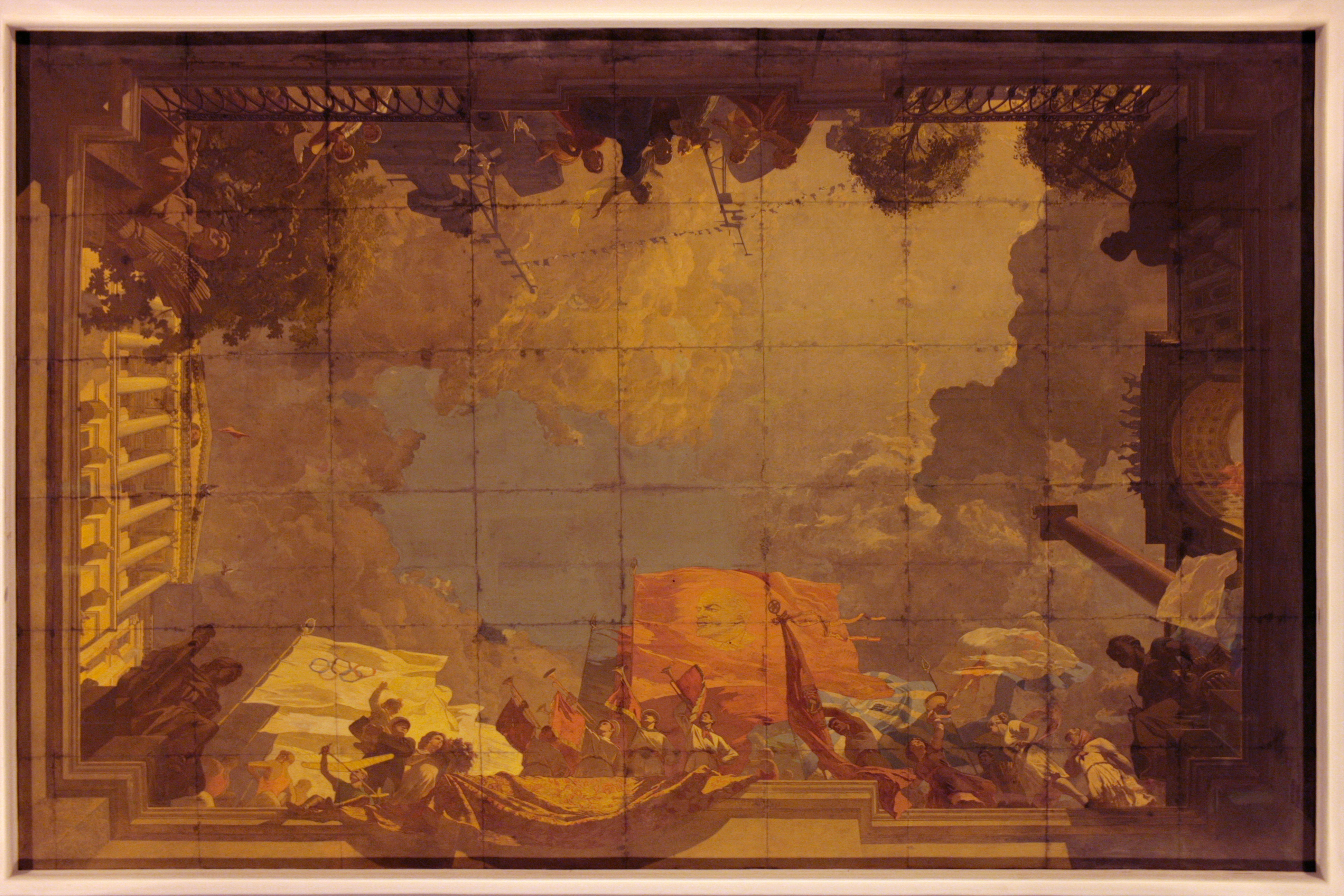
Plafond.
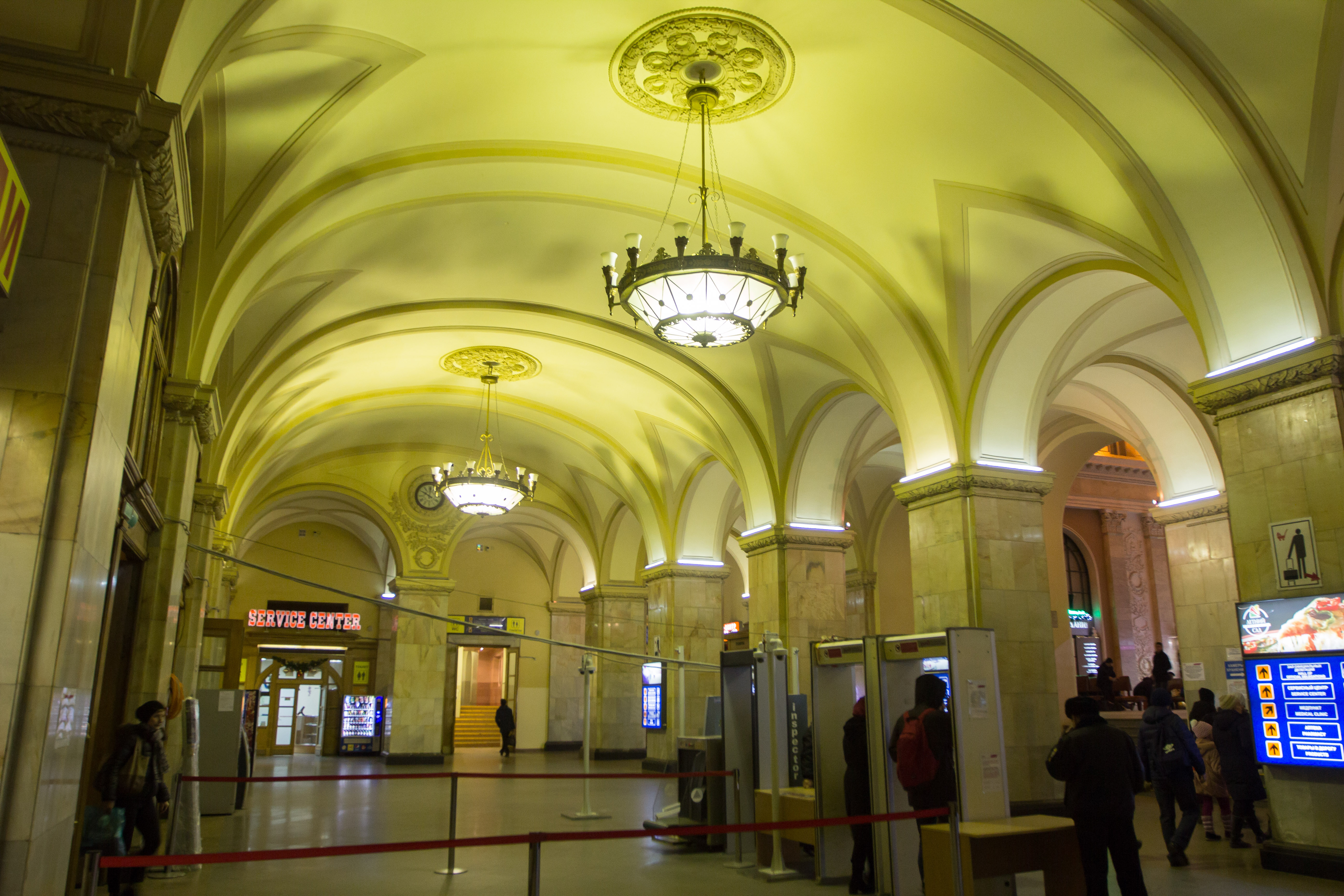
Hall.
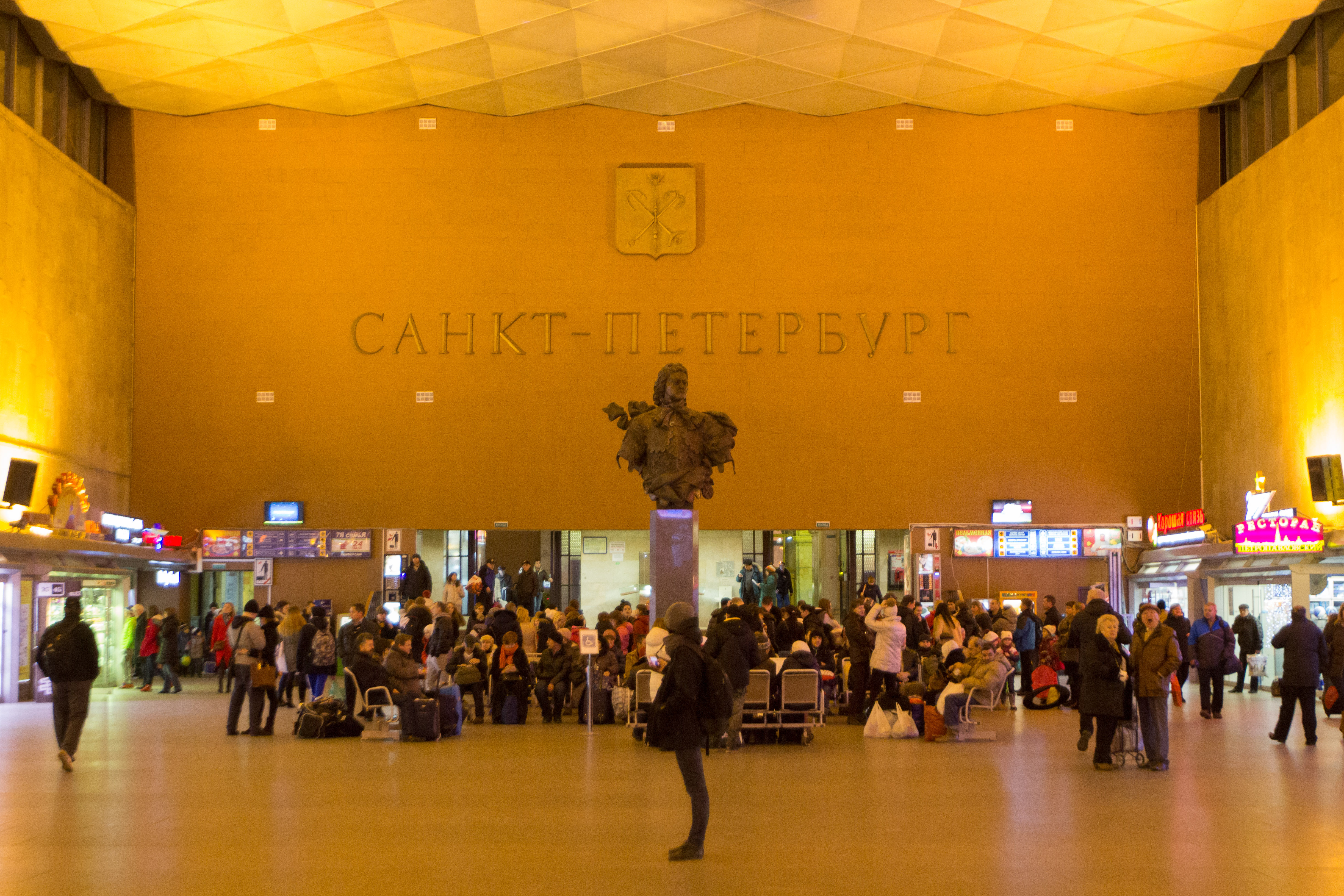
Buste de Pierre Ier.